# Leucania palaestinae
Leucania palaestinae är en fjärilsart som beskrevs av Otto Staudinger 1897. Leucania palaestinae ingår i släktet Leucania och familjen nattflyn. Inga underarter finns listade i Catalogue of Life.